# Liste des sites Ramsar des dépendances de la Couronne
Cet article recense les zones humides des dépendances de la Couronne concernées par la convention de Ramsar.

## Statistiques
Les dépendances de la Couronne regroupent l'île de Man et les bailliages de Guernesey et Jersey. Territoires autonomes, qui ne font partie ni du Royaume-Uni, ni des territoires britanniques d'outre-mer, ils sont toutefois sous la responsabilité du Royaume-Uni du point de vue international. La convention de Ramsar, en vigueur au Royaume-Uni depuis le 5 mai 1976, s'y applique.
En janvier 2020, les dépendances de la Couronne comptent 9 sites Ramsar, couvrant une superficie de 368,12 km2 :
- 4 à Guernesey (178,63 km2)
- 4 à Jersey (187,56 km2)
- 1 sur l'île de Man (1,93 km2)

## Liste

### Îles Anglo-Normandes
| Site                                             | Dépendance | Notes | Date             | Superficie (km²) | Altitude (m) | Identifiant Ramsar | Identifiant WDPA | Coordonnées                        | Photo |
| ------------------------------------------------ | ---------- | ----- | ---------------- | ---------------- | ------------ | ------------------ | ---------------- | ---------------------------------- | ----- |
| Côte occidentale d'Aurigny et archipel de Burhou | Guernesey  |       | 24 août 2005     | 156,29           | 0 - 50       | 1587               | 902397           | 49° 43′ 01″ nord, 2° 15′ 00″ ouest |       |
| Lihou et pointe de l'Érée                        | Guernesey  |       | 1er mars 2006    | 4,27             | 25           | 1608               | 902870           | 49° 28′ 01″ nord, 2° 40′ 01″ ouest |       |
| Grottes et cap de Gouliot, Sercq                 | Guernesey  |       | 9 avril 2007     | 0,04             | 0 - 80       | 2276               | 555624686        | 49° 25′ 55″ nord, 2° 22′ 44″ ouest |       |
| Herm, Jéthou et The Humps                        | Guernesey  |       | 19 octobre 2015  | 18,0292          | -18 - 68     | 2277               | 555624683        | 49° 28′ 55″ nord, 2° 27′ 04″ ouest |       |
| Côte sud-est de Jersey                           | Jersey     |       | 10 novembre 2000 | 32,10            | 14           | 1043               | 902986           | 49° 09′ 00″ nord, 2° 01′ 59″ ouest |       |
| Les Écréhou et les Dirouilles                    | Jersey     |       | 2 février 2005   | 54,59            | -15 - 15     | 1455               | 902395           | 49° 18′ 00″ nord, 1° 58′ 01″ ouest |       |
| Les Minquiers                                    | Jersey     |       | 2 février 2005   | 95,75            | -15 - 15     | 1456               | 902396           | 48° 58′ 01″ nord, 2° 07′ 01″ ouest |       |
| Les Pierres de Lecq                              | Jersey     |       | 2 février 2005   | 5,12             | -15 - 15     | 1457               | 902397           | 49° 18′ nord, 2° 12′ ouest         |       |

### Île de Man
| Site                  | Dépendance | Notes | Date             | Superficie (km²) | Altitude (m) | Identifiant Ramsar | Identifiant WDPA | Coordonnées                        | Photo |
| --------------------- | ---------- | ----- | ---------------- | ---------------- | ------------ | ------------------ | ---------------- | ---------------------------------- | ----- |
| Ballaugh Curragh (en) | Île de Man |       | 6 septembre 2006 | 1,93             | 10 - 20      | 1642               | 902986           | 54° 19′ 26″ nord, 4° 30′ 54″ ouest |       |